# Tronc (géométrie)
Pour les articles homonymes, voir Tronc.
Un tronc est la partie d'un solide située entre deux plans parallèles. Le solide est généralement un cône ou une pyramide.
Les faces du solide obtenues dans les plans de coupe sont appelées bases du tronc, et la distance entre les deux plans de coupe est la hauteur du tronc.

## Cas du cône et de la pyramide

Tronc de pyramide

Le volume d'un tronc de pyramide ou de cône est le produit de sa hauteur par la moyenne arithmétique des aires de ses bases et de leur moyenne géométrique. Le volume V du tronc s’exprime par la formule générale :
- {\displaystyle V\ =\ {\frac {h}{3}}\times (B_{1}+{\sqrt {B_{1}\times B_{2}}}+B_{2})},

où h est la hauteur du tronc entre les deux plans parallèles, et B1 et B2 sont les aires des bases du tronc (contenues dans les plans parallèles de coupe du solide. Le sommet doit ne pas se trouver entre les bases.
Par exemple, pour calculer le volume d'un tronc de cône à bases circulaires :
- {\displaystyle V\ =\ {\frac {\pi h}{3}}\times (r_{1}^{2}+r_{1}\times r_{2}+r_{2}^{2})},

où h est la distance séparant les plans, et r1 et r2 sont les rayons des deux bases circulaires.
Le calcul du volume d’une pyramide tronquée à base carrée est connu des Égyptiens depuis environ la XIe dynastie (vers −1850), comme l’atteste le problème M14 du papyrus de Moscou.
Si l'un des plans de coupe passe par le sommet de la pyramide, alors la base correspondante est d'aire nulle et on retrouve ainsi le volume d'un cône ou d'une pyramide de hauteur h0 :
- {\displaystyle V\ =\ {\frac {h_{0}\times B}{3}}}

Inversement, on peut retrouver le volume du tronc de pyramide de hauteur h, issu d'une pyramide de hauteur h0 en retranchant du volume de la pyramide la partie de hauteur h0 - h issue du sommet. La formule peut être employée pour calculer le volume de n'importe quel polyèdre en le découpant en une suite de pyramides, le sommet commun de celle-ci étant située à l'intérieur du polyèdre et les faces de ce dernier étant les bases des pyramides.
On retrouve également le volume des cylindres et des parallélépipèdes, pour lesquels les deux bases ont même aire. La formule se simplifie en :
- {\displaystyle V\ =\ h\times B},

où B est l’aire d’une des deux bases parallèles de coupe et h est la distance entre les deux plans de coupe.

## Formule des trois niveaux

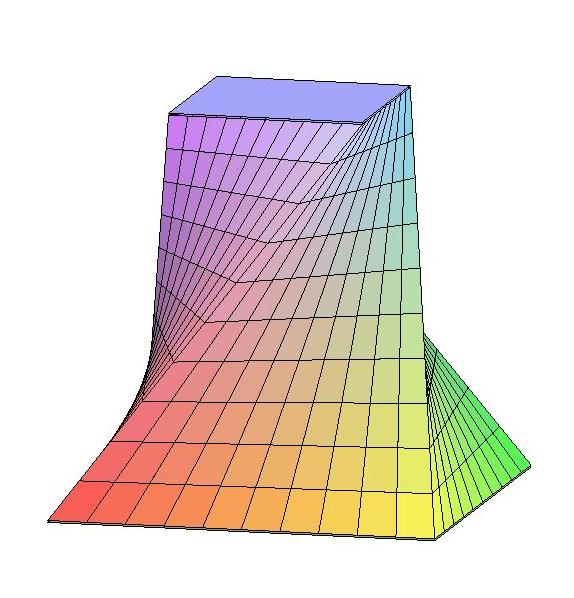
Exemple de solide dont le volume se calcule par la formule des trois niveaux. Les deux bases sont deux carrés de taille différente.

Une situation plus générale est obtenue lorsque le solide est engendré par un polygone variable dont le plan reste parallèle à un plan fixe, les sommets du polygone se déplaçant le long de segments rectilignes. Les faces latérales de ce solide ne sont pas nécessairement planes, mais sont des paraboloïdes hyperboliques. Si on note comme ci-dessus B1 et B2 les aires des deux bases du solide, et M l'aire du polygone se trouvant à mi-hauteur du solide, alors on a :
- {\displaystyle V\ =\ {\frac {h}{6}}\times (B_{1}+4M+B_{2})}

Cette formule a été utilisée par Torricelli pour estimer le volume d'un tonneau. Elle se déduit de la méthode de Simpson pour déterminer une valeur approchée d'une intégrale. La méthode de Simpson donne en effet une intégrale exacte lorsqu'elle s'applique à un polynôme de degré inférieur ou égal à 3. Or ci-dessus, l'aire d'un polygone obtenu comme section du solide par un plan parallèle aux bases est une fonction polynomiale du second degré de la hauteur.
On retrouve le volume du tronc de pyramide ou de cône comme cas particulier car, dans ce dernier cas :
- {\displaystyle M={\frac {B_{1}}{4}}+{\frac {B_{2}}{4}}+{\frac {\sqrt {B_{1}\times B_{2}}}{2}}}